# Johann Heinrich Colomb
Johann Heinrich Colomb (* 26. August 1695 in Kopenhagen; † 20. September 1759 in Berlin) war ein hugenottischer Unternehmer.

## Leben
Johann Heinrich Colomb entstammte einer hugenottischen Familie aus Blauzac im Departement Gard. Sein Großvater, Jean Colomb (1589–1672), übersiedelte nach Nimes. Dort wurde sein Vater, Henri Colomb (1665–1719), geboren, der sich als Kaufmann in Paris niederließ und 1694 Madelaine de Moor (1672–1751) heiratete. Nach der Aufhebung des Edikts von Nantes floh er 1695 nach Kopenhagen, wo er bis 1711 als Posamentenmacher tätig war. Dann zog er nach Neustadt/Dosse und wurde Direktor in der von seinem Schwiegervater, Jean Henri de Moor (um 1645–1722), 1695 übernommenen Spiegelfabrik. Als die Fabrik 1720/21 in wirtschaftliche Schwierigkeiten geriet, wurden er, sein Schwiegervater und sein Onkel Johann Heinrich de Moor in (Berlin)-Spandau für einige Monate in Schuldhaft gesetzt. Nachdem König Friedrich Wilhelm I. seinem Onkel Johann Heinrich de Moor 1721 die Fabrik überlassen hatte, wurde Johann Heinrich Colomb Gesellschafter. Nach dem Tod seines Onkels blieb er ab 1733 alleiniger Besitzer der Fabrik. 1738 verließ er Neustadt und ging nach Berlin. Dort erwarb er das Haus Jägerstraße (22), das „Colombsche Palais“, in dem später Alexander von Humboldt geboren wurde. Das Haus ist heute Sitz der Berlin-Brandenburgischen Akademie der Wissenschaften. Er heiratete am 29. Oktober 1739 Justine Susanne Durham, Tochter des preußischen Generalfiskals Wilhelm Durham. 1741 verkaufte er die Spiegelmanufaktur an die Magdeburgische oder Rothenburgische Erz- und Schiefergesellschaft, vertreten durch den königlichen Geheimrat Krug von Nidda.
Johann Heinrich Colomb hatte neun Geschwister. Der jüngste Bruder, Peter Colomb, wurde preußischer Finanzrat und Präsident der ostfriesischen Kammer in Aurich. Die ältere Tochter Marie-Elisabeth war in erster Ehe mit Friedrich Ernst Freiherr von Holwede verheiratet und nach dessen frühem Tod ab 1766 mit Alexander Georg von Humboldt. Die jüngere Tochter Wilhelmine Anna Susanna (1743–1784) war ab 1763 mit Victor Freiherr von Holwede verheiratet.